# Neoaratus hercules
Neoaratus hercules är en tvåvingeart som först beskrevs av Christian Rudolph Wilhelm Wiedemann 1828.  Neoaratus hercules ingår i släktet Neoaratus och familjen rovflugor. Inga underarter finns listade i Catalogue of Life.

## Bildgalleri

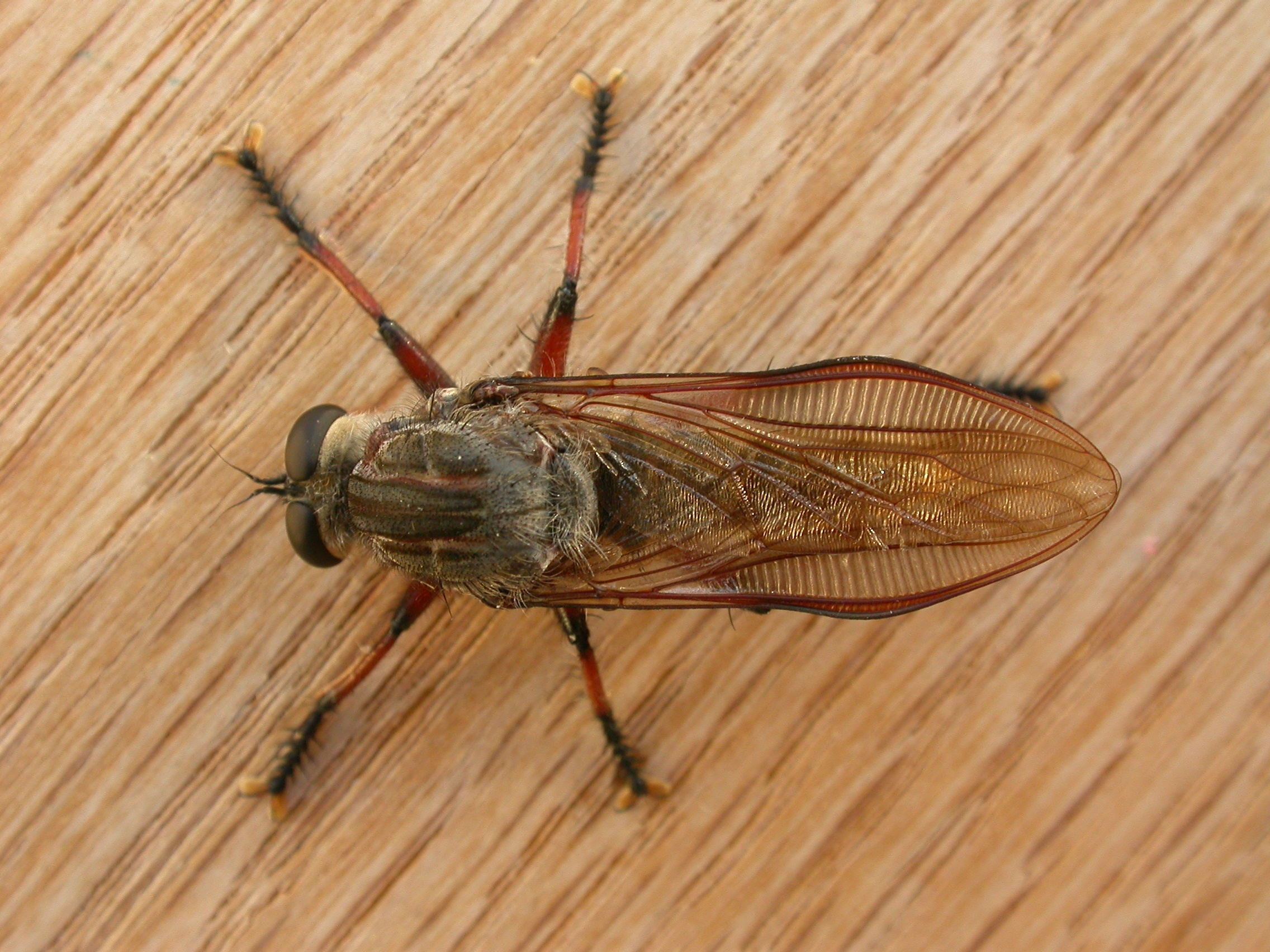
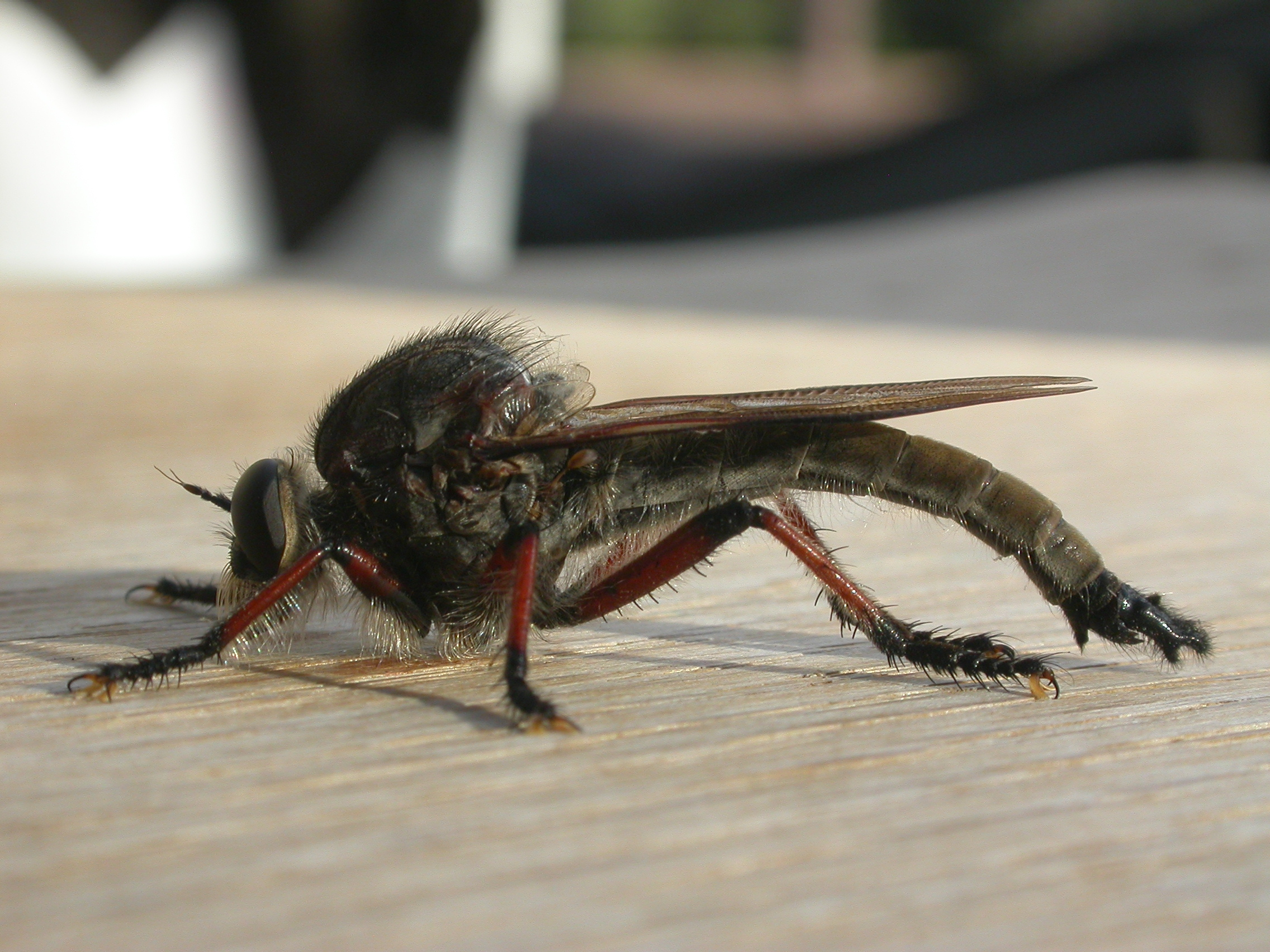
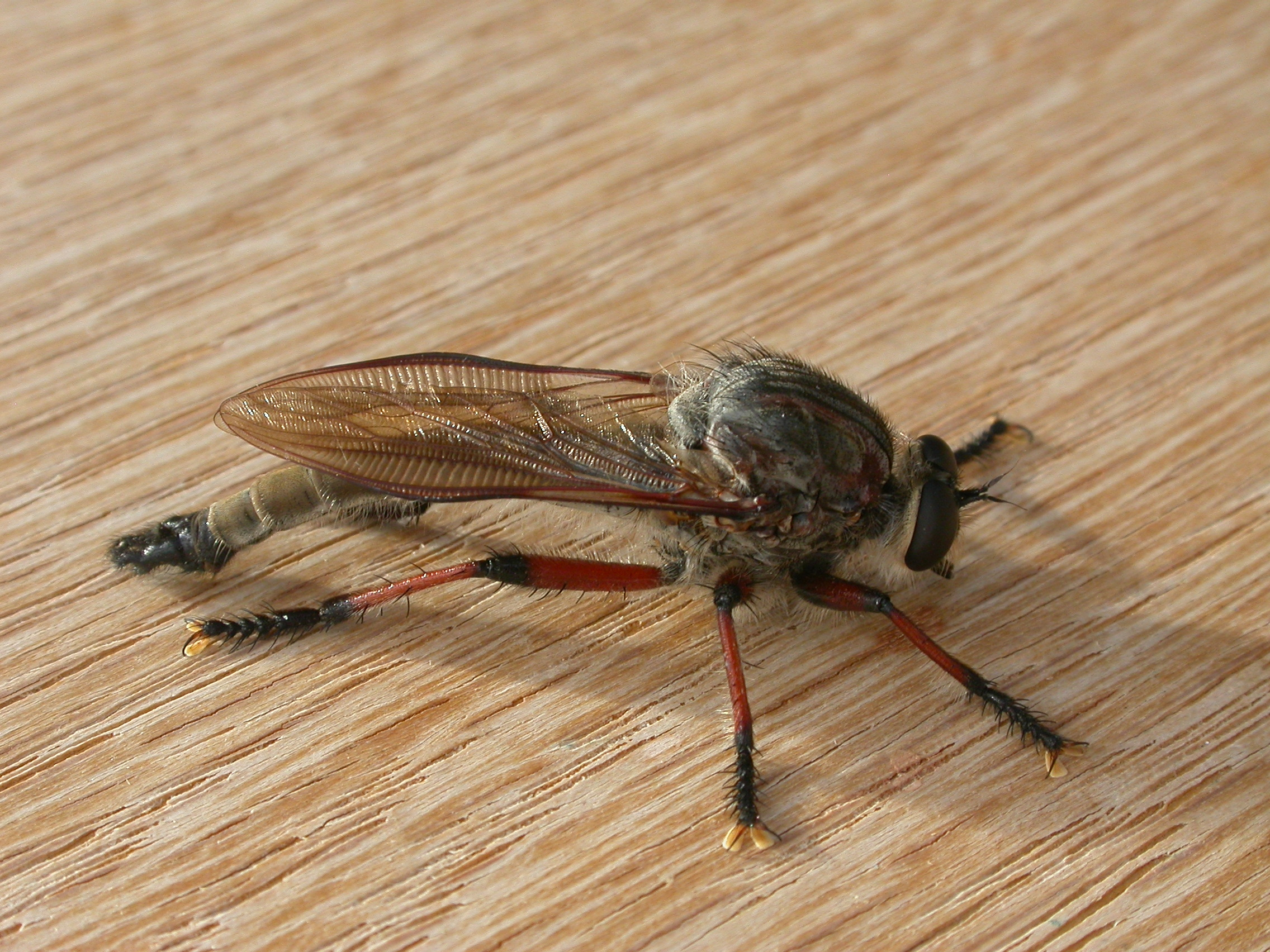
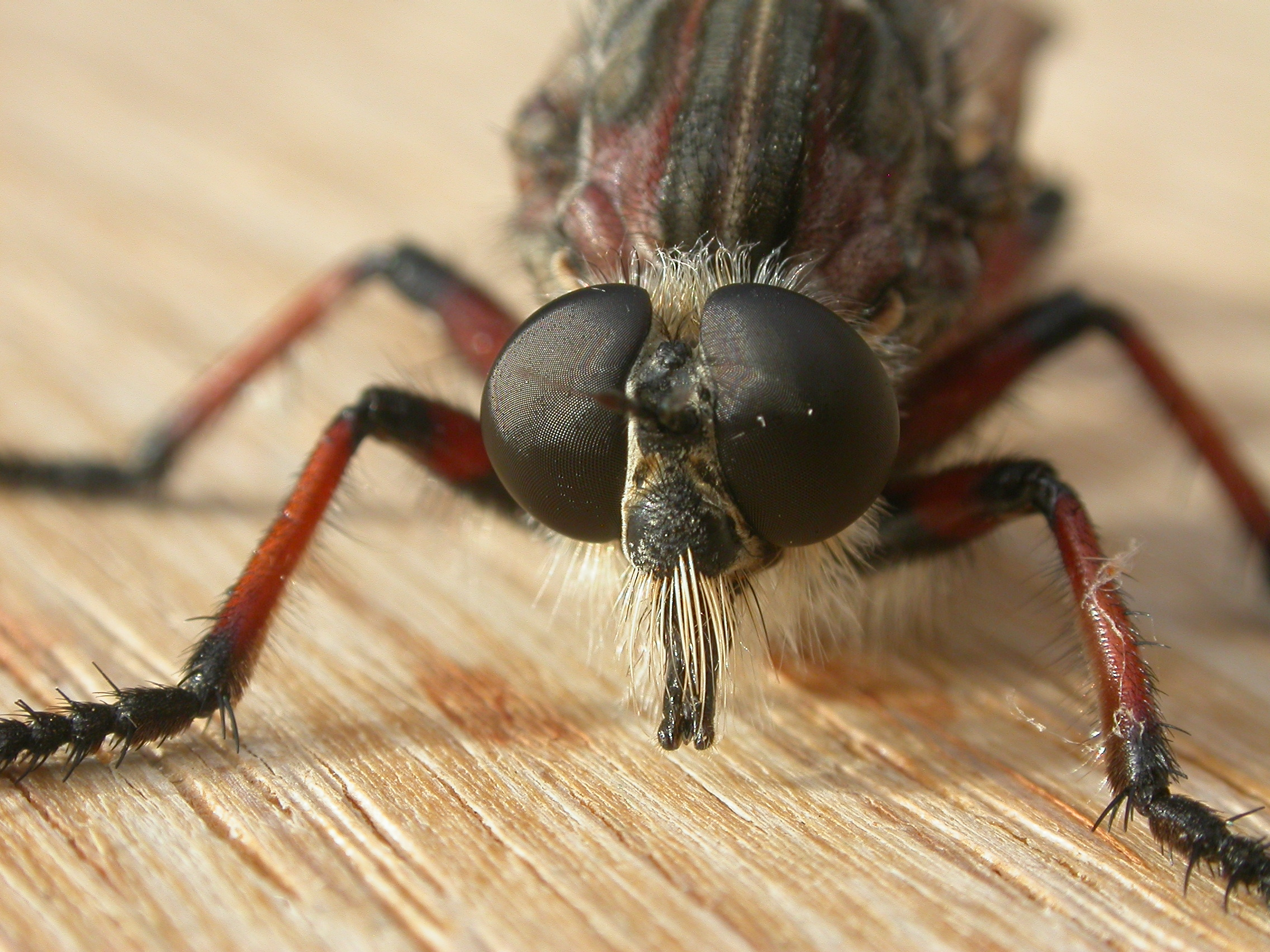
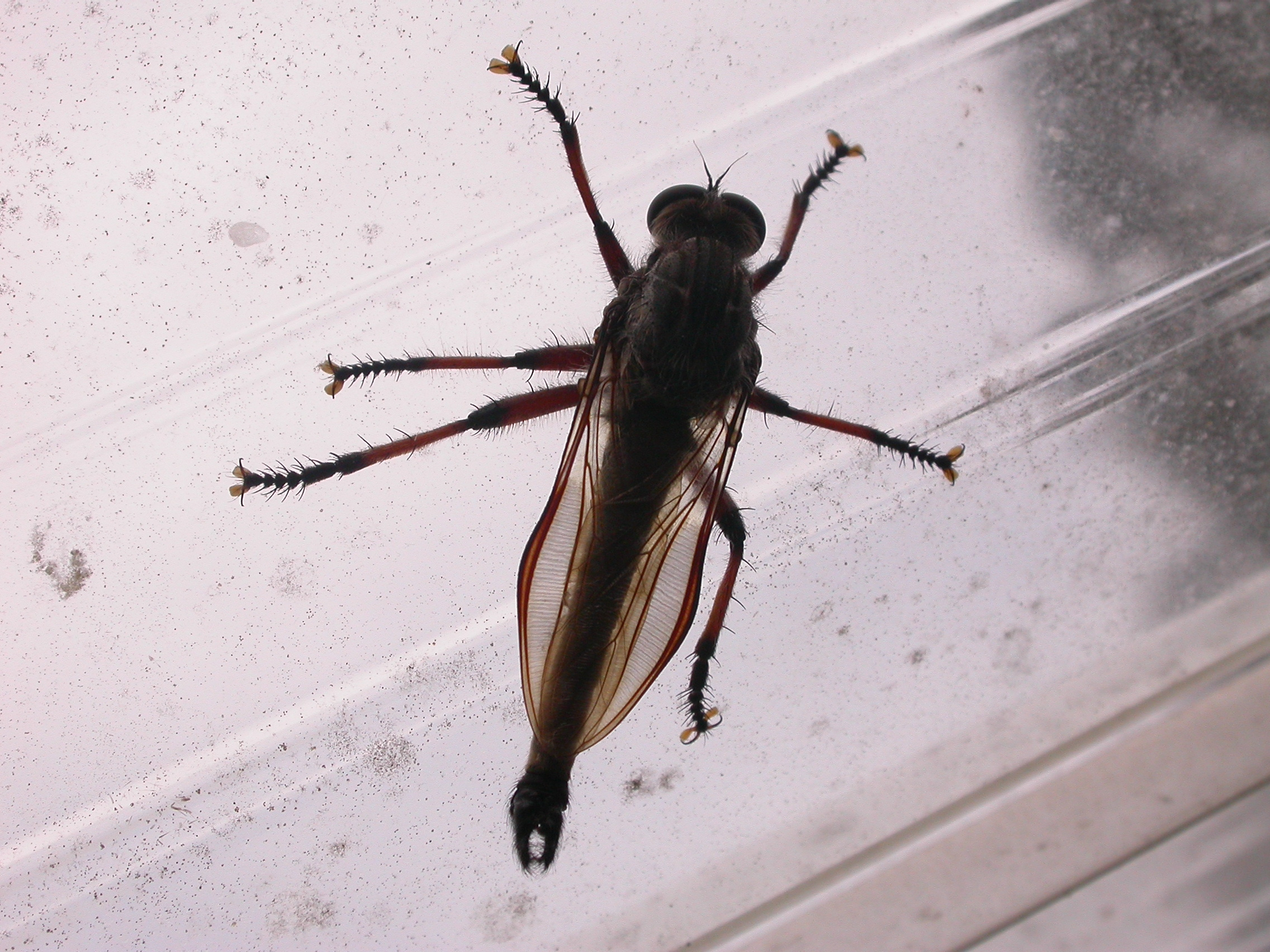